# Isuzu Motors de México
Isuzu Motors de México, S. de R.L. de C.V., es la subsidiaria mexicana del fabricante de origen japonés de vehículos industriales y comerciales con su sede en la Ciudad de México. Se estableció en 2005 y actualmente es dirigida por Hirokazu Maruyama.

## Trayectoria
El 29 de abril de 2005, después del acuerdo firmado entre México y Japón, se funda Isuzu Motors de México, S. de R.L. de C.V., quienes presentan por primera vez en el foro ANTP. Uno de los primeros pasos de esta compañía fueron los concesionarios Isuzu ALDEN en la Ciudad de México, Isuzu Galería en Monterrey, Nuevo León y Isuzu Plasencia en Guadalajara, Jalisco.
Dos años después, en 2007 se realiza el lanzamiento del ELF 300 y en 2009, inicia operaciones en la planta de Toluca, Estado de México. Otros lanzamientos que se realizaron fueron el del ELF600-BUS en 2010 y el FORWARD 1100, obteniendo para 2012 un total de 20 mil unidades vendidas.

## Camiones
- ELF Camiones de carga ligera
- FORWARD Camiones de carga media
- SERIE BUS
- MOTORES INDUSTRIALES

En 2015 se lanza el camión chato ELF 100 clase 2, urbana de carga ligera con capacidad de soportar una tonelada de carga, el cual según Hiroshi Ikegawa, el subdirector de ventas, cuenta con un motor a diesel 4JH1-TCN desarrollado para México con norma de emisión Euro IV.
Su consecionaria más reciente se encuentra en Zacatecas, Zacatecas que fue inaugurada el 10 de marzo de 2019.